# Triacylglyceridsyntes i växter
Triacylglyceridsyntes i växter är hur biosyntesen av triacylglycerider (olja) går till i växter. Triacylglycerid (TAG), (triglycerid, triacylglycerol, triglycerol) är en ester av glycerol och tre fettsyror som utgör större delen av vegetabiliska oljor. Alla växter producerar olja även om enbart en handfull stora oljegrödor står för majoriteten av all vegetabilisk olja som produceras. Växter använder TAG främst för energilagring i t.ex. frö (så kallad fröolja) då fettsyror, om än dyra att syntetisera, tack vare sin kraftigt reducerade form innehåller 41% mer energi per kolatom än stärkelse som är den andra vanligt förekommande lagringsformen hos växter. Den viktigaste de-novo-syntesen av TAG:s sker genom den så kallade kennedysyntesvägen.

## Prekursorer

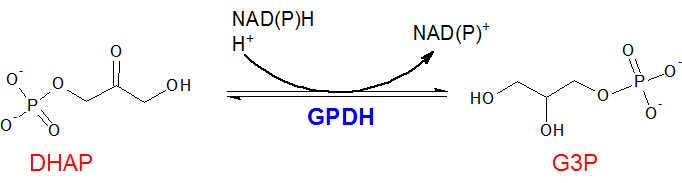
Syntes av glycerol-3-fosfat från dihydroxiacetonfosfat av enzymet glycerol-3-fosfatdehydrogenas.

Syntesen av TAG kräver två prekursorer: glycerol-3-fosfat (G3P) och acyl-koenzym A (acyl-CoA). G3P syntetiseras i sin tur från dihydroxiacetonfosfat (DHAP, dihydroxiacetone phosphate), en reaktion som katalyseras av enzymet glycerol-3-fosfatdehydrogenas (GPDH, glycerol-3-phosphate dehydrogenase). DHAP är en intermediär produkt i många metaboliska reaktionskedjor även om glykolysen samt calvin-cykeln är de viktigaste. Acyl-CoA består av en fettsyra, i det här fallet en av fyra huvudtyper; 16:0, 18:X, 20:X eller 22:X som är kopplad till en koenzym A molekyl. De-novo-fettsyrasyntes hos växter sker i plastiderna. Då syntesen av TAG sker i lumen, och i oklar omfattning även i oljekropparna, hos cellens endoplasmatiska nätverk måste båda prekursorer transporteras in genom ER-membranet.

## Syntes av triacylglycerol
Kennedysyntesvägen är den enklaste TAG-biosyntesvägen och består av stegvis acylering och defosforylering och delar de inledande stegen med syntesvägarna av många membranlipider. Det första syntessteget är en acylering där en fettsyra från en acyl-CoA fästs på sn1-positionen på G3P-molekylen. Denna reaktion katalyseras av enzymet glycerol-3-fosfatacyltransferas (GPAT, glycerol-3-phosphate acyltransferase) som först identifierades i jäst. Jämförande studier hos växten Backtrav (Arabidopsis thaliana L.) har visat på att GPAT-familjen har minst åtta medlemmar där flera verkar vara specialiserade mot andra syntesvägar såsom kutinbiosyntes. Det är fortfarande oklart vilken GPAT-medlem som är involverad i TAG-biosyntesen.

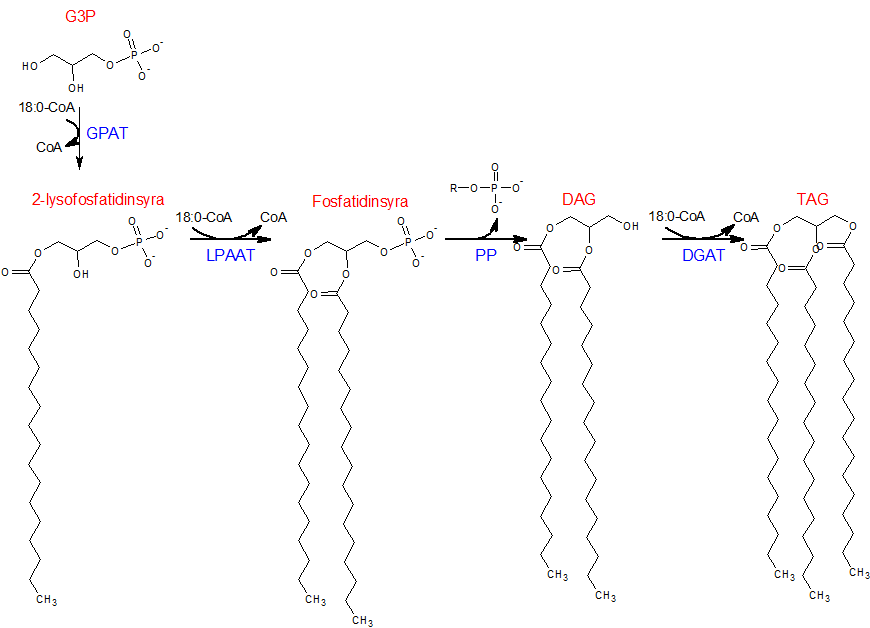
Kannedysyntesvägens produktion av TAG från G3P och tre 18:0-CoA fettsyramolekyler genom DGATs acylering av sn3-positionen. Den bildade triacylglyceriden kallas för glycerylstearat (stearin) då den består av tre stycken stearinsyror.

I nästa steg fästs en fettsyra från en acyl-CoA på sn2-positionen på glycerolmolekylen. Denna acyleringsreaktion katalyseras av enzymet 2-lysofosfatidinsyraacyltransferas (LPAAT, lysophospatidic acid acyl transferase) där fem medlemmar av LPAAT-familjen har identifierats i Arabidopsis men det råder fortfarande stor ovisshet kring deras roll i kennedysyntesvägen. Efter den andra acyleringen sker en defosforylering som katalyseras av ett ännu oidentifierat fosfatidasfosfatas (PP, phosphatidic phosphatase). Även om det fortfarande är en öppen fråga så är det dock troligt att enzymet är av Mg2+-beroende typ. Produkten av defosforyleirngen är triacylglycerid (TAG, triacylglyceride) som utgör en viktig prekursor till många olika typer membranlipider och därför är syntesvägarna för många membranlipider samma som för TAG fram till och med detta steg.

### Från diacylglycerol till triacylglycerol via olikasn3-acyleringsmekanismer.
Infästningen av den tredje och sista fettsyran på sn3-positionen är mindre rättfram än de tidigare och åtminstone tre olika reaktionsvägar kända från växter där den stora skillnaden är fettsyrans ursprung. I den första syntesvägen levereras fettsyran, i likhet med tidigare syntessteg, av en acyl-CoA och acyleringsreaktionen katalyseras av ett enzym som kallas diacylglycerolacyltransferas (DGAT, diacylglycerol acyltransferase). Åtminstone två olika typer av DGAT har identifierats som oväntat nog verkar vara obesläktade då de skiljer sig kraftigt både i aminosyrasekvens och val av substrat.
I den andra identifierade sn3-acyleringsmekansimen levereras fettsyran inte av en acyl-CoA utan av en fosfatidylkolinmolekyl (PC, phosphatidylcholine) och reaktionen katalyseras av fosfolipid:diacylglycerolacyltransferas (PDAT, phospholipid:diacylglycerol acyltransferase).
De två beskrivna sn3-acyleringsmekanismerna är det två viktigaste syntesvägarna från DAG till TAG. Studier har visat att en muterad PDAT1-gen i Backtrav inte nämnvärt påverkar växtens fenotyp medan dubbelmutanter för DGAT1 och PDAT1 är dödliga. Studier av enkelmutanter av respektive gen där den andra tystas genom RNAi-konstrukt har visat att DGAT kan kompensera bortfallet av PDAT på ett tillfredsställande sätt.

### Andra viktiga syntesvägar
Utöver kennedysyntesvägen existerar flera syntesvägar som är viktiga för TAG-syntesen hos växter. Bland annat har studier visat på att över 50% av de-novo-syntetiserade fettsyrorna direktinkorporeras genom en acylmodifieringsmekanism snarare än genom den klassiskt beskrivna stegvisa acyleringen av glycerolen. Vidare utgör PC en viktig källa för omättade fettsyror till TAG-syntesen.

## Oljekroppar
Omedelbart efter den avslutande acyleringen samlas de färdiga TAG-molekylerna och bildar spontant oljekroppar som består av små droppar av olja inuti cellerna. Den färdiga oljekroppen omges av ett skyddande lager av membranlipider och olika proteiner. De mest förekommande proteinerna är så kallad oleosiner som består av en central, bevarad hydrofob del, som binder proteinet till oljekroppen, som flankeras av en hydrofil region i den N-terminala änden samt en amfipatisk region i den C-terminala delen.  Detta skyddande membran är avgörande för oljekropparnas storlek samt för att förhindra att lipaser bryter ned TAG.